# 5117 Mokotoyama
Az 5117 Mokotoyama (ideiglenes jelöléssel 1988 GH) a Naprendszer kisbolygóövében található aszteroida. Kin Endate,  Vatanabe Kazuró fedezte fel 1988. április 8-án.